# 荒川尭
荒川 尭（あらかわ たかし、1947年5月3日 - ）は、長野県北佐久郡（現・佐久市）出身の元プロ野球選手（内野手）。右投右打。現在は実業家。プロ野球におけるドラフト会議の歴史を語る際、ドラフト制度史上でも最大の存続の危機とされる『荒川事件』の当事者として、今なお話題にされる人物である。旧姓は出澤（いでざわ）。

## 来歴・人物

### 荒川博との出会い
1947年に長野県北佐久郡岩村田町（のちに近村との合併で浅間町、現：佐久市）の映画館経営者の家に生まれる。幼い頃から母親の実家で田植えの手伝いをしていた。
4歳のころから野球を始め、浅間中学校時代には「長野に出澤あり」と内外で知られるほどの存在となっていた。また通知表はオール5で、両親が常々「東京大学に行かせたい」と言うほど勉学面でも優秀だった。中学3年の時、岩村田町の近くに来ていた読売ジャイアンツコーチの荒川博が実の両親を介して尭を呼び、自らの前で素振り等をさせた。すっかりほれ込んだ荒川博は「中学を卒業したら養子に迎えて東京で野球をやらせたい」と実の両親を説得した。それに対し実の両親は「田舎では良くとも都会では無理」と反対し、中学の校長も学力を生かすよう説得した。しかし「僕はこの人と行くから」と両親を説得して上京する。

### ドラフト会議直前まで
早実高に合格し学校近くにある荒川家に下宿。そこには毎日のように王貞治が来て素振りをしていた。1年生のときからレギュラーとなったが上級生から苛烈なシゴキに遭い、「何度も逃げ帰ろうと思ったが反対を押し切った末とあっては出来ず毎晩布団を口にくわえて泣いていた(本人談）」ほど辛酸をなめていたという。2年の時に養子縁組をして荒川姓となる。
1964年、2年生の時（当時は出澤姓）に遊撃手、三番打者として全国高等学校野球選手権東京大会決勝に進出するが、修徳高のエース成田文男に抑えられ敗退。秋は準決勝で荏原高に延長12回の末に敗れる。翌1965年夏の都大会準々決勝では再度、萩原康弘、原田治明のいた荏原高に延長15回サヨナラ負け、甲子園には届かなかった。高校の一年上に内田圭一一塁手、同期に大矢明彦捕手がいる。
早稲田大学に進学。1967年、2年生の時に東京六大学野球春季リーグ戦で遊撃手、一番打者として初めて先発出場。同季の対立教大学1回戦では3打席連続本塁打を放った。1試合3打席連続、3本塁打はいずれも史上初であり、「長嶋二世現る」と騒がれた。同年の第7回アジア野球選手権大会日本代表に選出されている。翌1968年秋季リーグでは田淵幸一らのいた法大に競り勝ち優勝。リーグ通算71試合出場、268打数90安打、打率.336、19本塁打（リーグ記録4位タイ）、43打点。ベストナインに4回選出される。この頃は一本足打法だった。
早稲田大学ではクリーンアップを打った同期の谷沢健一と二人で「早稲田のON砲」と呼ばれ、1960年代後半の早稲田大学野球部を牽引する。荒川について谷沢は「人にまねのできない、天性のバネがある」と評価していた。谷沢以外の大学同期に小坂敏彦・阿野鉱二・小田義人などがおり、計7人がプロ入りしている。

### ドラフト会議と荒川事件
養父の荒川博が巨人のコーチ、また東京六大学野球の常打ち球場明治神宮野球場を本拠地にしている球団がアトムズ（1970年からヤクルトアトムズ）ということもあり、ドラフト会議の前から荒川は「巨人・アトムズ以外お断り」と明言していた。
だが、11月20日の1969年のドラフト会議では指名順が3番目だった大洋ホエールズ（現：横浜DeNAベイスターズ）が1位指名。大洋はもともと荒川を指名する予定はなかったとされるが、球団代表の森茂雄が元早稲田大学野球部の監督で、当時の早大監督・石井藤吉郎や荒川博はその教え子だったことから、そのラインでの切り崩しを狙っていたといわれる。大洋側の猛アタックに、博は多少大洋入りに傾いたともされるが、尭の拒否の決意は固く、12月15日になって大洋側は交渉の一時打ち切り宣言を行った。荒川側が拒否を貫く中、大洋ファンからは脅迫電話や嫌がらせを受ける。年の明けた1970年1月5日夜、自宅付近を犬を連れて散歩中に、熱狂的な大洋ファンと思しき二人組の暴漢に襲われた。棍棒状の凶器（一説には野球用バットと言われる）で殴打され緊急入院。診断の結果、右後頭部および左手中指に亀裂骨折。この事件は荒川事件と呼ばれ、事件の後遺症によってその後の選手生命にまで影響が出た。
事件後の2月上旬に、大洋側は契約して2年間プレーすれば必ず巨人にトレードする、との期限付き三角トレード案を打診する。しかし、荒川側はこれを拒否し、2月中旬にアメリカに野球留学する。これまで、ドラフト指名を拒否して社会人野球へ進むケースはあったが、完全な野球浪人は荒川が初めてであった。アメリカに渡るもあてがあったわけではなく、カリフォルニア・エンゼルスやサンフランシスコ・ジャイアンツのマイナーの練習参加を断られ、ようやくロサンゼルス・ドジャースのマイナーの練習参加を許される。ロサンゼルスでは、大洋漁業の現地法人に出向していた新治伸治が荒川に接触し、入団を要請したが、意志は変わらなかった。7月中旬に荒川は帰国すると、同月25日に母親とともに大洋オーナーの中部謙吉を訪れている。大洋も巨人・ヤクルトと秘密裏に交渉していたが、ヤクルトと交渉がまとまり、大洋側がヤクルトへの移籍を前提とした契約を荒川側に持ちかける。次のドラフトで巨人かヤクルトに行ける保証はないと考えた荒川側はこれを受け入れ、同年10月7日に大洋と契約。前年度ドラフト指名選手の登録期限であった9日に荒川と大洋の契約が発表されるが、すぐにマスコミによって荒川・大洋・ヤクルトの密約説を書き立てられてしまう。14日に密約説を心配したセ・リーグ会長の鈴木龍二は、大洋に対して荒川に大洋のユニフォームを着せて練習に参加させるように要望書を出す。これを受けて、19日に荒川は背番号3のユニフォームを着て大洋の秋季練習に参加した。11月7日に行われたプロ野球実行委員会の席上でコミッショナー委員長の宮沢俊義は「制度というのは、その精神を理解してこそ意味がある」とドラフト精神論を述べて、三角トレードをしないように言外ににおわせた。しかし、その後大洋とヤクルトの間で交渉は煮詰められ、12月26日にヤクルトへの移籍が発表された。

### プロ入りから引退まで
1971年1月に野球協約違反のペナルティとして1カ月間の試合出場辞退が決まったが後に緩和され、二軍の主砲としてイースタン・リーグ公式戦24打数9安打1本塁打の成績を残す。5月10日の対巨人戦で三塁手、六番打者として初先発出場、しかし4打数2三振で無安打に終わる。その後も安打が出なかったが、18日の対巨人戦で高橋一三からデビュー以来22打席目で初安打を放った。なお、この頃二本足打法に戻している。2年目の1972年は、規定打席には届かなかったが、打率.282、18本塁打を記録し三番打者に定着。当時ヤクルトで主砲といえるのは外国人しかいなかったため、「チーム唯一の日本人大砲」と呼ばれた。球宴のファン投票でも人気が偶像化していた長嶋茂雄に肉薄する。
1973年になると暴漢に襲われた後遺症でボールがよく見えなくなり、コーチに就任していた荒川博に相談。翌年「左視束管損傷」と診断され当時最新の手術なども受けたが回復しなかった。左打者に転向したが、徐々に成績を落とし、結局1975年シーズン途中で現役引退。まだ28歳の若さだった。

### 引退後
引退直後に東映の岡田茂社長が、「野球選手としてはまれにみるハンサムな上に、まだ28歳の若さ。運動神経も発達しているからアクションスターへの道は早い」と、直々に俳優としてスカウトを表明。当時の東映はエースの高倉健主演映画が不発続きで、"ポスト健さん"として期待した渡哲也も胸の病気の再発で東大病院に入院する事態となっており、次代のスターを育てることが急務となっていた。荒川も現役時代から芸能界好きで知られており、乗り気だった。岡田はプロ野球界を材料にした実録映画「プロ野球の黒い霧」にまず荒川を起用し、アクションスターとして育てようとした。岡田と親しい荒川の主治医、順天堂大学病院の石井昌三教授が荒川の視力について「野球はともかく、映画なら」と当初はOKのサインを出し岡田も自信を得ていた。
子供の頃から荒川と家族ぐるみの付き合いだった大瀬康一が東映との仲介役を買って出て、1975年5月6日夜、東映本社で、荒川と大瀬、岡田社長、登石雋一東映企画製作部長との四者会談が行われ、岡田から「演技力なんて心配いらない。地のままでやればいい」などと熱く口説かれた。荒川の父親は大の芸能人好きで、荒川のマンションには萬屋錦之介・淡路恵子夫妻や大瀬らがよく麻雀に訪れ、美空ひばりも荒川の父が地方公演まで追いかける程の大ファンだった関係から、尭もひばりから可愛がられていた。しかし1975年5月20日、順天堂病院での診察で荒川の左目の視力が0.7まで落ちていたことから急展開し、石井教授と荒川が同日夜、銀座の東友クラブに岡田を訪ね、三者会談が行われた。石井と岡田は広島高等学校の同級で親友で、岡田が荒川に目を付けたのも、石井と岡田の間で何かと荒川のことが話題になっていたことからだった。長い話し合いが行われたが、岡田東映社長は「残念だが、健康が第一だ。この話はご破算にする」と交渉の中止を宣言した。石井教授が事情を説明し「3年前に荒川さんを診たときは、視力が0.06のほとんど失明状態だった。その後野球をやめるつもりで手術し1.2まで戻ったが、ナイターに出場してまた0.7まで下がってしまった。現在は0.7と0.8の間くらいで、現在言えることは以前の1.2までは戻らないということだ。ライトに照らされる芸能活動を医者として大いにやりなさいとは言えない。後は堯クンの決めることだが失明する心配もある」と話した。荒川は「ショックで何も分からない。一人で考えさせて下さい。疲れました」と話した。岡田社長は荒川をボクシング映画の主演（『ボクサー』?）や、8月にクランクインを予定していた『暴力金脈』出演も考えていたが、俳優としてのスカウトを断念した。またフジテレビも『3時のあなた』や『歌だ!飛び出せ2万キロ』の司会や、プロ野球ナイター中継のインタビュアーに起用したいというプランを持っていたとされる。引退直後には、フジテレビのバラエティ番組に出演することもあった。また、東映製作であった「がんばれ!レッドビッキーズ」では技術指導役を務め、実際に顔出し出演していた事もあった。
1976年頃には野球用品会社「サンヨージャイアント」を設立し、ピッチングマシンの考案・製造や当時日本にはなかったスピードガンのアメリカからの輸入販売などを手がけた。
2013年頃、東京都内で少年野球教室の講師として出演したことが確認されている

## 詳細情報

### 年度別打撃成績
| 年 度     | 球 団     | 試 合 | 打 席 | 打 数 | 得 点 | 安 打 | 二 塁 打 | 三 塁 打 | 本 塁 打 | 塁 打 | 打 点 | 盗 塁 | 盗 塁 死 | 犠 打 | 犠 飛 | 四 球 | 敬 遠 | 死 球 | 三 振 | 併 殺 打 | 打 率 | 出 塁 率 | 長 打 率 | O P S |
| --------- | --------- | ----- | ----- | ----- | ----- | ----- | -------- | -------- | -------- | ----- | ----- | ----- | -------- | ----- | ----- | ----- | ----- | ----- | ----- | -------- | ----- | -------- | -------- | ----- |
| 1971      | ヤクルト  | 66    | 235   | 219   | 21    | 53    | 8        | 2        | 6        | 83    | 28    | 6     | 3        | 1     | 1     | 12    | 0     | 2     | 40    | 5        | .242  | .286     | .379     | .665  |
| 1972      | ヤクルト  | 83    | 340   | 298   | 57    | 84    | 8        | 0        | 18       | 146   | 42    | 3     | 3        | 6     | 3     | 29    | 0     | 4     | 57    | 3        | .282  | .350     | .490     | .840  |
| 1973      | ヤクルト  | 56    | 215   | 194   | 20    | 45    | 7        | 0        | 7        | 73    | 17    | 1     | 0        | 8     | 0     | 13    | 0     | 0     | 29    | 3        | .232  | .280     | .376     | .656  |
| 1974      | ヤクルト  | 16    | 56    | 49    | 5     | 12    | 4        | 0        | 3        | 25    | 10    | 0     | 0        | 0     | 1     | 6     | 0     | 0     | 8     | 3        | .245  | .321     | .510     | .831  |
| 1975      | ヤクルト  | 4     | 10    | 10    | 0     | 1     | 0        | 0        | 0        | 1     | 1     | 0     | 1        | 0     | 0     | 0     | 0     | 0     | 2     | 0        | .100  | .100     | .100     | .200  |
| 通算：5年 | 通算：5年 | 225   | 856   | 770   | 103   | 195   | 27       | 2        | 34       | 328   | 98    | 10    | 7        | 15    | 5     | 60    | 0     | 6     | 136   | 14       | .253  | .310     | .426     | .736  |

### 記録
- 初出場・初先発出場：1971年5月10日、対読売ジャイアンツ3回戦（明治神宮野球場）、6番・三塁手で先発出場
- 初打席：同上、2回裏に渡辺秀武の前に空振り三振
- 初打点：同上、7回裏に渡辺秀武から遊撃ゴロ失策の間に記録
- 初安打：1971年5月18日、対読売ジャイアンツ6回戦（県営富山野球場）、5回表に高橋一三から中前安打
- 初本塁打：1971年7月4日、対広島東洋カープ12回戦（岩手県営野球場）、2回裏に藤本和宏から中越ソロ

### 背番号
- 3 （1970年 - 1975年）